# Jekatěrina Poistogovová
Jekatěrina Ivanovna Guliyevová, dříve Poistogovová, rozená Zavjalovová (rusky Екатерина Ивановна Поистогова (Завья́лова), * 1. března 1991, Arzamas, Nižněnovgorodská oblast) je ruská atletka, jež na Letních olympijských hrách v Londýně vybojovala bronzovou medaili v běhu na 800 metrů. Od roku 2021 reprezentuje Turecko, stejně jako její manžel Ramil Guliyev.
9. listopadu 2015 doporučila nezávislá vyšetřovací komise Světové antidopingové agentury udělení doživotního zákazu sportovního působení.